# Binodoxys longispinus
Binodoxys longispinus är en stekelart som först beskrevs av Shuja-uddin 1983.  Binodoxys longispinus ingår i släktet Binodoxys och familjen bracksteklar. Inga underarter finns listade.